# Vicksburg (Pennsylvanie)
Vicksburg est une census-designated place située dans le comté d'Union, dans l’État de Pennsylvanie, aux États-Unis. Lors du recensement de 2020, elle compte 255 habitants.